# Grand Prix FIDE féminin 2013-2014
Navigation
Édition précédente Grand Prix FIDE féminin 2015-2016
Le Grand Prix féminin de la FIDE 2013-2014 était une série de six tournois d'échecs exclusivement réservés aux femmes, qui faisaient partie du cycle de qualification pour le Championnat du monde d'échecs féminin 2015. Le vainqueur du Grand Prix a été déterminé lors de la dernière étape à Sharjah, aux Émirats arabes unis, lorsque la favorite du classement et championne du monde en titre Hou Yifan a dépassé Koneru Humpy, tête de série numéro deux, pour remporter son troisième cycle consécutif du Grand Prix. Pour la troisième fois consécutive, Koneru Humpy a terminé deuxième derrière Hou Yifan.
Avec sa victoire finale, Hou Yifan a gagné le droit de jouer le Championnat du monde d'échecs féminin 2016 dans un match en dix parties.

## Joueuses et qualification
Les joueurs invités sur la base des critères de qualification étaient :
- Les quatre demi-finalistes du Championnat du monde féminin d'échecs 2012 :

1. Anna Ushenina
2. Antoaneta Stefanova
3. Ju Wenjun
4. Dronavalli Harika

- Les six joueurs les mieux classés (moyenne de neuf listes de Classements mondiaux FIDE de mars 2012 à janvier 2013) :

 Judit Polgár (refusé)
1. Hou Yifan
2. Koneru Bossu
3. Anna Muzychuk
4. Zhao Xue
5. Nana Dzagnidze
6. Kateryna Lahno

- Six nominés organisateurs :

1. Alexandra Kosteniuk (de Genève)[2]
2. Elina Danielian (de Dilidjan)
3. Nafisa Muminova (de Tachkent)
4. Olga Girya (de Khanty-Mansiysk)[2]
5. Bela Khotenashvili (de Tbilissi)[3]
6. Batchimeg Tuvshintugs (de Erdenet)[3]

- Deux candidats à la présidence de la FIDE :

1. Nadezhda Kosintseva[2] (retiré)
2. Viktorija Čmilytė[4]

- Remplaçants:

1. Tatiana Kosintseva

## Prix en argent et points du Grand Prix
Le prix en argent a été augmenté de 40 000 € à 60 000 € par Grand Prix individuel et de 60 000 € à 90 000 € pour l'ensemble des Grands Prix.
| Place | Grand Prix individuel | Classement général | Points du Grand Prix |
| ----- | --------------------- | ------------------ | -------------------- |
| 1     | 10 000 €              | 25 000 €           | 160                  |
| 2     | 8 250 €               | 20 000 €           | 130                  |
| 3     | 6 750 €               | 15 000 €           | 110                  |
| 4     | 5 750 €               | 10 000 €           | 90                   |
| 5     | 5 000 €               | 7 500 €            | 80                   |
| 6     | 4 500 €               | 5 500 €            | 70                   |
| 7     | 4 250 €               | 4 000 €            | 60                   |
| 8     | 4 000 €               | 3 000 €            | 50                   |
| 9     | 3 250 €               | –                  | 40                   |
| 10    | 3 000 €               | –                  | 30                   |
| 11    | 2 750 €               | –                  | 20                   |
| 12    | 2 500 €               | –                  | 10                   |

## Tie Breaks
Dans le but de déterminer un vainqueur clair et unique pour participer au Challenger Match et dans le cas où deux joueurs ou plus ont un nombre de points cumulés égal au sommet, les critères suivants (par ordre décroissant) seront utilisés pour décider du vainqueur général :
- Quatrième résultat non déjà pris dans les trois premiers résultats.
- Nombre de points de résultat de jeu réels marqués dans les quatre tournois.
- Nombre de premières places (en cas d'égalité – points attribués en conséquence).
- Nombre de deuxièmes places (en cas d'égalité – points attribués en conséquence).
- Nombre de victoires.
- Tirage au sort.

## Calendrier
La cinquième étape a été déplacée de Tbilissi à Lopota. La sixième étape a été déplacée de Erdenet, en Mongolie, à Sharjah, aux Émirats arabes unis, le plus grand club d'échecs du monde. Un déplacement apparemment dû à une maladie au sein du comité d'organisation mongol.
Les six tournois étaient :
| Non. | Ville hôte                   | Date                            | Vainqueur                          | Points (victoire/nul/défaite) |
| ---- | ---------------------------- | ------------------------------- | ---------------------------------- | ----------------------------- |
| 1    | Genève, Suisse               | 2–16 mai 2013                   | Bela Khotenashvili (GEO)           | 8/11 (+7=2–2)                 |
| 2    | Dilidjan, Arménie            | 15–29 juin 2013                 | Koneru Humpy (IND)                 | 8/11 (+5=6–0)                 |
| 3    | Tachkent, Ouzbékistan        | 17 septembre – 1er octobre 2013 | Koneru Humpy (IND)                 | 8/11 (+6=4-1)                 |
| 4    | Khanty-Mansiysk, Russie      | 8-22 avril 2014                 | Hou Yifan (CHN)                    | 8,5/11 (+6=5-0)               |
| 5    | Lopota Resort, Géorgie       | 18 juin – 2 juillet 2014        | Hou Yifan (CHN)                    | 11/09 (+7=4-0)                |
| 6    | Sharjah, Émirats arabes unis | 24 août – 7 septembre 2014      | Ju Wenjun (CHN) et Hou Yifan (CHN) | 8,5/11 (+6=5-0)               |

## Classements

### Genève 2013
|    | Joueur                      | Classement | 1 | 2 | 3 | 4 | 5 | 6 | 7 | 8 | 9 | 10 | 11 | 12 | Pts | H2H | Victoires | SB    | TPR  | GP  | Changement de classement |
| -- | --------------------------- | ---------- | - | - | - | - | - | - | - | - | - | -- | -- | -- | --- | --- | --------- | ----- | ---- | --- | ------------------------ |
| 1  | Bela Khotenashvili (GEO)    | 2505       | X | ½ | 0 | 1 | 1 | ½ | 1 | 0 | 1 | 1  | 1  | 1  | 8.0 | 0   | 7         | 39.75 | 2681 | 160 | +26                      |
| 2  | Anna Muzychuk (SVN)         | 2585       | ½ | X | 1 | ½ | ½ | ½ | ½ | 1 | ½ | ½  | 1  | 1  | 7.5 | 0   | 4         | 37.75 | 2636 | 130 | +8                       |
| 3  | Tatiana Kosintseva (RUS)    | 2517       | 1 | 0 | X | ½ | 0 | ½ | 1 | ½ | ½ | 1  | ½  | 1  | 6,5 | 0,5 | 4         | 33,00 | 2573 | 100 | +9                       |
| 4  | Nana Dzagnidze (GEO)        | 2545       | 0 | ½ | ½ | X | 1 | ½ | 0 | 1 | ½ | ½  | 1  | 1  | 6,5 | 0,5 | 4         | 31,25 | 2571 | 100 | +5                       |
| 5  | Ju Wenjun (CHN)             | 2544       | 0 | ½ | 1 | 0 | X | 1 | ½ | ½ | 0 | ½  | 1  | 1  | 6,0 | 1   | 4         | 29,25 | 2540 | 75  | +0                       |
| 6  | Anna Ushenina (UKR)         | 2491       | ½ | ½ | ½ | ½ | 0 | X | ½ | 1 | 1 | ½  | ½  | ½  | 6,0 | 0   | 2         | 32,00 | 2543 | 75  | +8                       |
| 7  | Kateryna Lagno (UKR)        | 2548       | 0 | ½ | 0 | 1 | ½ | ½ | X | 0 | 1 | ½  | ½  | 1  | 5,5 | 0   | 3         | 27,25 | 2508 | 60  | −6                       |
| 8  | Hou Yifan (CHN)             | 2617       | 1 | 0 | ½ | 0 | ½ | 0 | 1 | X | ½ | 1  | 0  | ½  | 5.0 | 0,5 | 3         | 27h75 | 2470 | 45  | −22                      |
| 9  | Alexandra Kosteniuk (RUS)   | 2491       | 0 | ½ | ½ | ½ | 1 | 0 | 0 | ½ | X | ½  | 1  | ½  | 5.0 | 0,5 | 2         | 25h50 | 2481 | 45  | −2                       |
| 10 | Viktorija Cmilyte (LTU)     | 2522       | 0 | ½ | 0 | ½ | ½ | ½ | ½ | 0 | ½ | X  | ½  | 1  | 4.5 | 0   | 1         | 22.00 | 2446 | 30  | −12                      |
| 11 | Batchimeg Tuvshintugs (MGL) | 2298       | 0 | 0 | ½ | 0 | 0 | ½ | ½ | 1 | 0 | ½  | X  | ½  | 3,5 | 0   | 1         | 17,25 | 2397 | 20  | +18                      |
| 12 | Olga Girya (RUS)            | 2463       | 0 | 0 | 0 | 0 | 0 | ½ | 0 | ½ | ½ | 0  | ½  | X  | 2,0 | 0   | 0         | 9,75  | 2254 | 10  | −27                      |
Bela Khotenashvili a remporté le premier Grand Prix à Genève et a également remporté sa troisième norme de Grand Maître,.

### Dilijan 2013
|    | Joueur                      | Cote | 1 | 2 | 3 | 4 | 5 | 6 | 7 | 8 | 9 | 10 | 11 | 12 | Pts | H2H | Victoires | SB    | TPR  | GP  |
| -- | --------------------------- | ---- | - | - | - | - | - | - | - | - | - | -- | -- | -- | --- | --- | --------- | ----- | ---- | --- |
| 1  | Humpy Koneru (IND)          | 2597 | X | 1 | ½ | 1 | ½ | 1 | 1 | ½ | ½ | ½  | 1  | ½  | 8.0 | 0   | 5         | 42.75 | 2667 | 160 |
| 2  | Anna Muzychuk (SVN)         | 2593 | 0 | X | 1 | 1 | ½ | ½ | 1 | ½ | ½ | ½  | 1  | ½  | 7.0 | 1   | 4         | 36.75 | 2594 | 120 |
| 3  | Nana Dzagnidze (GEO)        | 2550 | 0 | ½ | X | 0 | ½ | ½ | 1 | 1 | 1 | 1  | ½  | 1  | 7,0 | 0   | 5         | 34,50 | 2598 | 120 |
| 4  | Tatiana Kosintseva (RUS)    | 2526 | 0 | 0 | 1 | X | 0 | 0 | 1 | 1 | ½ | 1  | ½  | 1  | 6,0 | 0   | 5         | 30,00 | 2534 | 90  |
| 5  | Anna Ushenina (UKR)         | 2499 | ½ | ½ | ½ | 1 | X | ½ | ½ | ½ | ½ | ½  | 0  | ½  | 5.5 | 0   | 1         | 31h00 | 2505 | 80  |
| 6  | Antoaneta Stefanova (BUL)   | 2531 | 0 | 0 | ½ | 1 | ½ | X | ½ | ½ | 1 | 0  | ½  | ½  | 5.0 | 1   | 2         | 26,00 | 2471 | 60  |
| 7  | Batchimeg Tuvshintugs (MGL) | 2316 | 0 | ½ | 0 | 0 | ½ | ½ | X | ½ | 1 | 1  | ½  | ½  | 5,0 | 1   | 2         | 24,50 | 2490 | 60  |
| 8  | Dronavalli Harika (IND)     | 2492 | ½ | ½ | 0 | 0 | ½ | ½ | ½ | X | ½ | ½  | 1  | ½  | 5.0 | 1   | 1         | 26.25 | 2474 | 60  |
| 9  | Olga Girya (RUS)            | 2436 | ½ | ½ | 0 | ½ | ½ | 0 | 0 | ½ | X | ½  | 1  | ½  | 4.5 | 1.5 | 1         | 24.50 | 2447 | 30  |
| 10 | Viktorija Cmilyte (LTU)     | 2511 | ½ | 0 | 0 | 0 | 1 | 1 | 0 | ½ | ½ | X  | ½  | ½  | 4.5 | 1   | 2         | 23.50 | 2440 | 30  |
| 11 | Elina Danielian (ARM)       | 2475 | 0 | ½ | ½ | ½ | ½ | ½ | ½ | 0 | 0 | ½  | X  | 1  | 4.5 | 0.5 | 1         | 24.00 | 2444 | 30  |
| 12 | Bela Khotenashvili (GEO)    | 2531 | ½ | ½ | 0 | 0 | ½ | ½ | ½ | ½ | ½ | ½  | 0  | X  | 4.0 | 0   | 0         | 22.25 | 2405 | 10  |

### Tachkent 2013
|    | Joueur                     | Cote | 1 | 2 | 3 | 4 | 5 | 6 | 7 | 8 | 9 | 10 | 11 | 12 | Pts | SB    | TPR  | GP  |
| -- | -------------------------- | ---- | - | - | - | - | - | - | - | - | - | -- | -- | -- | --- | ----- | ---- | --- |
| 1  | Humpy Koneru (IND)         | 2607 | X | 0 | ½ | ½ | 1 | 1 | 1 | ½ | 1 | ½  | 1  | 1  | 8.0 | 39.25 | 2637 | 160 |
| 2  | Bela Khotenashvili (GEO)   | 2514 | 1 | X | ½ | 0 | 1 | 0 | 0 | 1 | ½ | 1  | 1  | 1  | 7.0 | 35h00 | 2572 | 120 |
| 3  | Kateryna Lagno (UKR)       | 2532 | ½ | ½ | X | ½ | 0 | ½ | 1 | ½ | 1 | 1  | ½  | 1  | 7,0 | 34,50 | 2571 | 120 |
| 4  | Dronavalli Harika (IND)    | 2475 | ½ | 1 | ½ | X | 0 | ½ | 0 | 1 | 1 | ½  | 1  | ½  | 6,5 | 34,00 | 2543 | 85  |
| 5  | Zhao Xue (CHN)             | 2533 | 0 | 0 | 1 | 1 | X | 0 | 1 | 1 | 0 | 1  | 1  | ½  | 6,5 | 32,75 | 2533 | 85  |
| 6  | Ju Wenjun (CHN)            | 2535 | 0 | 1 | ½ | ½ | 1 | X | ½ | ½ | ½ | 1  | 0  | ½  | 6.0 | 33,50 | 2505 | 70  |
| 7  | Alexandra Kosteniuk (RUS)  | 2495 | 0 | 1 | 0 | 1 | 0 | ½ | X | 0 | ½ | ½  | 1  | 1  | 5,5 | 25,75 | 2477 | 55  |
| 8  | Olga Girya (RUS)           | 2439 | ½ | 0 | ½ | 0 | 0 | ½ | 1 | X | ½ | ½  | 1  | 1  | 5,5 | 25,25 | 2482 | 55  |
| 9  | Elina Danielian (ARM)      | 2470 | 0 | ½ | 0 | 0 | 1 | ½ | ½ | ½ | X | ½  | ½  | 1  | 5.0 | 23.75 | 2448 | 40  |
| 10 | Antoaneta Stefanova (BUL)  | 2496 | ½ | 0 | 0 | ½ | 0 | 0 | ½ | ½ | ½ | X  | 1  | 1  | 4.5 | 19h75 | 2413 | 30  |
| 11 | Nafisa Muminova (UZB)      | 2293 | 0 | 0 | ½ | 0 | 0 | 1 | 0 | 0 | ½ | 0  | X  | 1  | 3.0 | 13.50 | 2325 | 20  |
| 12 | Guliskhan Nakhbayeva (KAZ) | 2307 | 0 | 0 | 0 | ½ | ½ | ½ | 0 | 0 | 0 | 0  | 0  | X  | 1.5 | 9.50  | 2173 | 10  |

### Khanty-Mansiyk 2014
|    | Joueur                      | Cote | 1 | 2 | 3 | 4 | 5 | 6 | 7 | 8 | 9 | 10 | 11 | 12 | Pts | SB    | TPR  | GP  |
| -- | --------------------------- | ---- | - | - | - | - | - | - | - | - | - | -- | -- | -- | --- | ----- | ---- | --- |
| 1  | Hou Yifan (CHN)             | 2618 | X | 1 | ½ | ½ | ½ | 1 | ½ | ½ | 1 | 1  | 1  | 1  | 8.5 | 43.00 | 2695 | 160 |
| 2  | Olga Girya (RUS)            | 2450 | 0 | X | 1 | 0 | 1 | 1 | ½ | 1 | ½ | ½  | 1  | ½  | 7,0 | 35,50 | 2602 | 130 |
| 3  | Alexandra Kosteniuk (RUS)   | 2527 | ½ | 0 | X | ½ | 1 | 1 | ½ | ½ | ½ | 1  | 0  | 1  | 6,5 | 34h00 | 2558 | 110 |
| 4  | Kateryna Lagno (UKR)        | 2543 | ½ | 1 | ½ | X | ½ | ½ | ½ | 0 | 1 | ½  | ½  | ½  | 6.0 | 33,50 | 2527 | 85  |
| 5  | Anna Muzychuk (SVN)         | 2560 | ½ | 0 | 0 | ½ | X | ½ | ½ | 1 | ½ | 1  | ½  | 1  | 6.0 | 29h50 | 2526 | 85  |
| 6  | Nana Dzagnidze (GEO)        | 2550 | 0 | 0 | 0 | ½ | ½ | X | 1 | 0 | ½ | 1  | 1  | 1  | 5.5 | 25h00 | 2491 | 65  |
| 7  | Antoaneta Stefanova (BUL)   | 2489 | ½ | ½ | ½ | ½ | ½ | 0 | X | 0 | 1 | 1  | ½  | ½  | 5.5 | 29.50 | 2496 | 65  |
| 8  | Zhao Xue (CHN)              | 2552 | ½ | 0 | ½ | 1 | 0 | 1 | 1 | X | ½ | 0  | ½  | 0  | 5.0 | 28.75 | 2454 | 45  |
| 9  | Anna Ushenina (UKR)         | 2501 | 0 | ½ | ½ | 0 | ½ | ½ | 0 | ½ | X | 1  | 1  | ½  | 5.0 | 24.25 | 2459 | 40  |
| 10 | Nafisa Muminova (UZB)       | 2321 | 0 | 0 | 1 | ½ | ½ | 0 | ½ | ½ | 0 | X  | 1  | 1  | 4.0 | 18h50 | 2409 | 30  |
| 11 | Tatiana Kosintseva (RUS)    | 2496 | 0 | 0 | 1 | ½ | ½ | 0 | ½ | ½ | 0 | 0  | X  | ½  | 3.5 | 19.50 | 2363 | 15  |
| 12 | Batchimeg Tuvshintugs (MGL) | 2340 | 0 | ½ | 0 | ½ | 0 | 0 | ½ | 1 | ½ | 0  | ½  | X  | 3.5 | 18.50 | 2377 | 15  |
Olga Girya a obtenu une norme de GM lors du tournoi.

### Lopota 2014
|    | Joueur                    | Cote | 1 | 2 | 3 | 4 | 5 | 6 | 7 | 8 | 9 | 10 | 11 | 12 | Pts | H2H | Victoires | SB    | TPR  | GP  |
| -- | ------------------------- | ---- | - | - | - | - | - | - | - | - | - | -- | -- | -- | --- | --- | --------- | ----- | ---- | --- |
| 1  | Hou Yifan (CHN)           | 2629 | X | 1 | ½ | 1 | 1 | ½ | 1 | ½ | ½ | 1  | 1  | 1  | 9,0 | 0   | 7         | 45,00 | 2773 | 160 |
| 2  | Ju Wenjun (CHN)           | 2532 | 0 | X | 1 | ½ | 1 | ½ | 1 | ½ | 1 | ½  | 0  | 1  | 7,0 | 1   | 5         | 34,75 | 2622 | 120 |
| 3  | Elina Danielian (ARM)     | 2460 | ½ | 0 | X | ½ | ½ | ½ | 1 | 1 | 0 | 1  | ½  | 1  | 7.0 | 0   | 4         | 34h00 | 2628 | 120 |
| 4  | Nana Dzagnidze (GEO)      | 2541 | 0 | ½ | ½ | X | 0 | ½ | ½ | 1 | ½ | 1  | 1  | 1  | 6.5 | 0   | 4         | 29.00 | 2584 | 90  |
| 5  | Antoaneta Stefanova (BUL) | 2488 | 0 | 0 | ½ | 1 | X | ½ | ½ | 0 | 1 | 1  | ½  | 1  | 6.0 | 0.5 | 4         | 27.75 | 2560 | 75  |
| 6  | Harika Dronavalli (IND)   | 2503 | ½ | ½ | ½ | ½ | ½ | X | ½ | 0 | 1 | ½  | ½  | 1  | 6.0 | 0.5 | 2         | 30.75 | 2558 | 75  |
| 7  | Anna Muzychuk (UKR)       | 2561 | 0 | 0 | 0 | ½ | ½ | ½ | X | ½ | 1 | ½  | 1  | 1  | 5.5 | 1.5 | 3         | 23.75 | 2517 | 50  |
| 8  | Koneru Humpy (IND)        | 2613 | ½ | ½ | 0 | 0 | 1 | 1 | ½ | X | ½ | ½  | 0  | 1  | 5,5 | 1,0 | 3         | 28,75 | 2512 | 50  |
| 9  | Alexandra Kosteniuk (RUS) | 2532 | ½ | 1 | ½ | ½ | 0 | 0 | 0 | ½ | X | ½  | 1  | 1  | 5,5 | 0,5 | 3         | 27,25 | 2520 | 50  |
| 10 | Zhao Xue (CHN)            | 2538 | 0 | 0 | 0 | 0 | 0 | ½ | ½ | ½ | ½ | X  | ½  | 1  | 3.5 | 0   | 1         | 14.25 | 2386 | 30  |
| 11 | Bela Khotenashvili (GEO)  | 2518 | 0 | ½ | 0 | 0 | 0 | 0 | 0 | 1 | 0 | 1  | X  | ½  | 3.0 | 0   | 1         | 16.75 | 2346 | 20  |
| 12 | Nafisa Muminova (UZB)     | 2332 | 0 | ½ | 0 | 0 | 0 | 0 | 0 | 0 | 0 | 0  | 1  | X  | 1.5 | 0   | 1         | 6.50  | 2229 | 10  |
Ju Wenjun a obtenu une autre norme de GM qui en fait sa norme de GM finale.

### Sharjah 2014
|    | Joueur                      | Note | 1 | 2 | 3 | 4 | 5 | 6 | 7 | 8 | 9 | 10 | 11 | 12 | Pts | Changement d'Elo | TPR  | GP   |
| -- | --------------------------- | ---- | - | - | - | - | - | - | - | - | - | -- | -- | -- | --- | ---------------- | ---- | ---- |
| 1  | Ju Wenjun (CHN)             | 2559 | X | ½ | 1 | 1 | ½ | ½ | ½ | 1 | ½ | 1  | 1  | 1  | 8.5 | +19              | 2696 | 145  |
| 2  | Hou Yifan (CHN)             | 2661 | ½ | X | ½ | ½ | 1 | ½ | 1 | ½ | 1 | 1  | 1  | 1  | 8.5 | +4               | 2687 | 145  |
| 3  | Harika Dronavalli (IND)     | 2521 | 0 | ½ | X | ½ | ½ | 1 | ½ | 1 | 0 | ½  | 1  | 1  | 6.5 | +5               | 2551 | 87.5 |
| 4  | Zhao Xue (CHN)              | 2508 | 0 | ½ | ½ | X | ½ | ½ | 1 | 0 | ½ | 1  | 1  | 1  | 6.5 | +7               | 2552 | 87.5 |
| 5  | Anna Ushenina (UKR)         | 2487 | ½ | 0 | ½ | ½ | X | ½ | ½ | 1 | 1 | ½  | ½  | 1  | 6.5 | +11              | 2554 | 87.5 |
| 6  | Batchimeg Tuvshintugs (MGL) | 2346 | ½ | ½ | 0 | ½ | ½ | X | 1 | ½ | ½ | 1  | ½  | 1  | 6.5 | +64              | 2567 | 87.5 |
| 7  | Koneru Humpy (IND)          | 2598 | ½ | 0 | ½ | ½ | ½ | 0 | X | 1 | 1 | ½  | ½  | 1  | 5.5 | -17              | 2481 | 60   |
| 8  | Elina Danielian (ARM)       | 2490 | 0 | ½ | 0 | 1 | 0 | ½ | 0 | X | ½ | 1  | 1  | ½  | 5   | -5               | 2459 | 50   |
| 9  | Tatiana Kosintseva (RUS)    | 2494 | ½ | 0 | ½ | 1 | ½ | 0 | ½ | ½ | X | 0  | ½  | 1  | 4.5 | -10              | 2427 | 40   |
| 10 | Zhu Chen (QAT)              | 2461 | 0 | 0 | ½ | 0 | ½ | 0 | ½ | 0 | 1 | X  | ½  | ½  | 3.5 | -15              | 2361 | 30   |
| 11 | Nafisa Muminova (UZB)       | 2315 | 0 | 0 | ½ | 0 | ½ | ½ | ½ | 0 | ½ | ½  | X  | ½  | 3.0 | +2               | 2336 | 20   |
| 12 | Alina l'Ami (ROU)           | 2446 | 0 | 0 | 0 | 0 | 0 | 0 | 0 | ½ | 0 | ½  | ½  | X  | 1.5 | -33              | 2174 | 10   |
Batchimeg Tuvshintugs a atteint la norme de 9 matchs en tant que GM, sa première.

## Classement général
Le plus bas des quatre résultats est indiqué en italique et n'est pas pris en compte dans le résultat total. Khotenashvili a pris la tête après la première étape, puis Koneru Humpy a pris la tête en remportant deux étapes consécutives. Hou Yifan a ensuite dépassé Koneru Humpy lors de la dernière étape.
Les deux premières places sont les mêmes que lors des deux précédents cycles du Grand Prix.
|    | Joueur                        | Elo juillet 2014 | Genève | Dilijan | Tachkent | Khanty-Mansiysk | Lopota | Sharjah | Joué | total des 3 meilleurs résultats |    |
| -- | ----------------------------- | ---------------- | ------ | ------- | -------- | --------------- | ------ | ------- | ---- | ------------------------------- | -- |
| 1  | Hou Yifan (CHN)               | 2629             | 45     |         |          | 160             | 160    | 145     | 4    | 465                             |    |
| 2  | Koneru Humpy (IND)            | 2613             |        | 160     | 160      |                 | 50     | 60      | 4    | 380                             |    |
| 3  | Ju Wenjun (CHN)               | 2538             | 75     |         | 70       |                 | 120    | 145     | 4    | 340                             |    |
| 4  | Anna Muzychuk (SVN)           | 2561             | 130    | 120     |          | 85              | 50     |         | 4    | 335                             |    |
| 5  | Nana Dzagnidze (GEO)          | 2541             | 100    | 120     |          | 65              | 90     |         | 4    | 310                             |    |
| 6  | Bela Khotenashvili (GEO)      | 2518             | 160    | 10      | 120      |                 | 20     |         | 4    | 300                             |    |
| 7  | Kateryna Lahno (RUS) 4 5      | 2540             | 60     |         | 120      | 85              |        |         | 3    | 265                             |    |
| 8  | Dronavalli Harika (IND)       | 2513             |        | 60      | 85       |                 | 75     | 87.5    | 4    | 247.5                           |    |
| 9  | Anna Ushenina (UKR)           | 2488             | 75     | 80      |          | 45              |        | 87.5    | 4    | 242.5                           |    |
| 10 | Tatiana Kosintseva (RUS)[1]   | 2476             | 100    | 90      |          | 15              |        | 40      | 4    | 230                             |    |
| 11 | Zhao Xue (CHN)                | 2542             |        |         | 85       | 45              | 30     | 87.5    | 4    | 217.5                           |    |
| 12 | Alexandra Kosteniuk (RUS)[4]  | 2533             | 45     |         | 55       | 110             | 50     |         | 4    | 215                             |    |
| 12 | Olga Girya (RUS)              | 2493             | 10     | 30      | 55       | 130             |        |         | 4    | 215                             |    |
| 14 | Elina Danielian (ARM)[3]      | 2458             |        | 30      | 40       |                 | 120    | 50      | 4    | 210                             |    |
| 15 | Antoaneta Stefanova (BUL)[3]  | 2488             |        | 60      | 30       | 65              | 75     |         | 4    | 200                             |    |
| 16 | Batchimeg Tuvshintugs (MGL)   | 2346             | 20     | 60      |          | 15              |        | 87,5    | 4    | 167,5                           |    |
| 17 | Nafisa Muminova (UZB)         | 2332             |        |         | 20       | 30              | 10     | 20      | 4    | 70                              |    |
| 18 | Viktorija Cmilyte (LTU)[2][5] | 2525             | 30     | 30      |          |                 |        |         |      | 2                               | 60 |
| 19 | Zhu Chen (QAT)[5]             | 2461             |        |         |          |                 |        | 30      | 1    | 30                              |    |
| 20 | Guliskhan Nakhbayeva (KAZ)[2] | 2300             |        |         | 10       |                 |        |         | 1    | 10                              |    |
| 20 | Alina L'Ami (ROU)[5]          | 2446             |        |         |          |                 |        | 10      | 1    | 10                              |    |

Remarques
- 1Nadezhda Kosintseva s'est retirée du Grand Prix féminin et a été remplacée par la réserve la plus élevée, Tatiana Kosintseva[11].
- 2 Viktorija Cmilyte a retiré sa participation à Tachkent pour cause de maladie et a été remplacée par Guliskhan Nakhbayeva[12].
- 3 Antoaneta Stefanova a remplacé Elina Danielian à Khanty-Mansiysk.
- 4 Alexandra Kosteniuk et Kateryna Lahno ont échangé leurs places à la cinquième et sixième étape[13].
- 5 Viktorija Cmilyte et Kateryna Lahno ont été remplacées par Alina L'Ami et Zhu Chen à la sixième étape.